# Новоспасское (станция)
Новоспа́сское — пассажирская и грузовая станция Куйбышевской железной дороги, расположенная в посёлке Новоспасское Ульяновской области, на линии Пенза—Сызрань. Класс станции 2.
На станции осуществляются пассажирские перевозки на Москву,  Караганду, Нижневартовск, Орск, Пензу, Челябинск, пригородные перевозки на Сызрань, Кузнецк, Самару

## История
В 1874 году через село Соловцово (ныне Новоспасское) прошла железная дорога. Станцию назвали «Новоспасское» по имени тогда существовавшей в селе церкви. Станция относилась к Сызрано-Вяземской железной дороге (в настоящее относится к Куйбышевской железной дороге). Сооружения станции составляли в то время из здания вокзала, здания багажной кладовой, будки обходчиков, постов на въезде и выезде станции.
В начале 2000-х годов зданию вокзала придали современный вид, обшив снаружи сайдингом, заменив окна и двери на стеклопакеты, а также заменив световое освещение станции и заасфальтировав привокзальную площадь.

## Деятельность
На станции осуществляются:
- Продажа билетов на все пассажирские поезда нет с 2015 года;
- приём и выдача багажа нет с 2015 года;
- приём и выдача повагонных отправок грузов, допускаемых к хранению на открытых площадках станций;
- приём и выдача грузов повагонными и мелкими отправками, загружаемых целыми вагонами, только на подъездных путях и местах необщего пользования;
- приём и выдача повагонных отправок грузов, требующих хранений в скрытых складах станций[6] нет с 2019 года.

## Дальнее следование по станции

### Круглогодичное движение поездов
| № поезда | Маршрут движения       | № поезда | Маршрут движения       |
| -------- | ---------------------- | -------- | ---------------------- |
| 101      | Нижневартовск — Пенза  | 102      | Пенза — Нижневартовск  |
| 109      | Самара — Пенза         | 110      | Пенза — Самара         |
| 131      | Орск — Москва          | 132      | Москва — Орск          |
| 317      | Караганда — Барановичи | 318      | Барановичи — Караганда |
| 327      | Казань — Минск         | 328      | Минск — Казань         |

### Сезонное движение поездов
| № поезда | Маршрут движения        | № поезда | Маршрут движения        |
| -------- | ----------------------- | -------- | ----------------------- |
| 425      | Челябинск — Калининград | 426      | Калининград — Челябинск |
| 549      | Тольятти — Адлер        | 550      | Адлер — Тольятти        |